# Ilie Stan
Pour les articles homonymes, voir Stan.
Ilie Stan, né le 17 octobre 1967 à Pogoanele (Roumanie), est un footballeur international roumain reconverti entraîneur.
Stan n'a marqué aucun but lors de ses trois sélections avec l'équipe de Roumanie entre 1992 et 1994.

## Palmarès

### En tant que joueur
Steaua Bucarest
- Champion de Roumanie en 1988, 1989, 1993, 1994, 1995 et 1997.
- Vainqueur de la Coupe de Roumanie en 1988, 1989, 1992 et 1997.
- Vainqueur de la Supercoupe de Roumanie en 1994.
- Finaliste de la Coupe des clubs champions européens en 1989. (ne joue pas la finale)

 Cercle Bruges KSV
- Finaliste de la Coupe de Belgique en 1996.

 Hapoël Tsafririm Holon
- Vainqueur du Championnat d'Israël de D2 en 2000.

### En tant qu'entraîneur-adjoint
Al Ain Club
- Vainqueur du Championnat des Émirats en 2002.

 Al Ittihad Djeddah
- Vainqueur de la Ligue des champions de l'AFC en 2005.
- Vainqueur de la Ligue des champions arabes en 2005.

### En tant qu'entraîneur
Victoria Brănești
- Vainqueur du Championnat de Roumanie de troisième division en 2009.
- Vainqueur du Championnat de Roumanie de D2 en 2010.

 Al-Seeb
- Vainqueur de la Supercoupe d'Oman en 2022.